# Ха (бог)
Ха — бог пустелі на заході Єгипту, покровитель 14-го нома Нижнього Єгипту. Він асоціювався з загробним світом Дуатом і зображувався в образі рудого чоловіка з ієрогліфом «піщані дюни» або «захід» на голові, іноді — з гарпуном в руці, яким він вражав гіпопотамів. Один з найдавніших єгипетських богів; можливо, перший, кого почали зображати у людському образі. Носив титули «пан Лівії» та «пан Заходу».
Як повелитель пустель, Ха захищав Єгипет від ворогів із заходу (всіляких племен з Лівії). Цей бог також відповідав за створення оаз у пустелі.
Оскільки захід асоціювався зі світом мертвих, Ха займав важливу роль в поховальному культі. Його ім'я часто згадувалося поруч із ім'ям бога Ігая, з яким у Ха були загальні функції і титули.
Інші сторони світу представляли боги Себек (північ), Дедун (південь) і Сопду (схід).
Динозавр Хагріфус «Ха Гріфон» був названий на честь бога Ха, оскільки був виявлений в штаті Юта, що народжувало асоціації з пустелею на заході.